# Leonilda Sjöström
Leonilda Maria Elesara Lovisa Sjöström, född den 31 maj 1836 i Stockholm, död där den 28 februari 1898, var en svensk lärare i sjöfartsämnen. 

## Biografi
Fadern var flaggskeppare vid flottan, men hade även inrättat en privatskola för navigationselever. År 1842 blev emellertid matematik obligatoriskt ämne vid navigationsexamen och den gamle skepparen kunde inget sådant. Den helt unga dottern fick därför lära in geometri, aritmetik och algebra och från det hon var knappt tio år gammal biträdde hon fadern i undervisningen. År 1855 övertog brodern Edvin skolans ledning och Leonilda var lärare i navigation, matematik och maskinlära. 
Sedan brodern avlidit 1890, skötte hon därefter all undervisning även i skeppsbyggnad, astronomi med flera ämnen. Utom någon enstaka kurs vid Navigationsskolan i Stockholm var Sjöström helt självlärd. Hon var även verksam i över 25 år som ordinarie lärare i matematik och maskinlära vid Tekniska skolan. 